# Nationaal park Gennargentu
Nationaal park Gennargentu en Golf van Orosei (Italiaans: Parco nazionale del Gennargentu e del Golfo di Orosei) is een nationaal park in Italië, gelegen op Sardinië, in de provincies  Cagliari, Nuoro en Ogliastra. Het is gesticht in 1998 en heeft een (land)oppervlakte van 73.935,00 ha.

## Natuur en landschap
Het park omvat verschillende milieus, zoals weilanden, rotsen, ravijnen, valleien, bossen, stranden en steile kliffen.
Er zijn een aantal bijzondere plekken in het park. Zo is er de Supramonte, een uitgestrekt kalksteenplateau op en hoogte van 1.463 m. met de Punta Corrasi en een oppervlakte van 21.000 hectare en de Gola di su Gorropu-kloof, een van de diepste van Europa, met indrukwekkende meer dan 400 meter hoge wanden. Vermeldenswaar is ook de Golf van Orosei, een 40 km lange kuststrook met uitzonderlijke rotsen, kreken, estuaria en grotten zoals de beroemde Grotta del Bue Marino. Het langeafstandswandelpad Selvaggio Blu loopt langs de kust van het park.

## Flora en fauna
Het park was en is het domein van de steeneik die vroeger dominant was maar ook nu nog plaatselijk zeer dichte bossen vormt, en van de zee tot boven de 1000 meter voorkomt. Langs de weinige waterlopen vormen elzen galerijbossen. Verder komen voor hulst, jeneverbes, mastiek, rozemarijn, saffraan en verschillende soorten orchideeën. De Sardijnse bes, een van de endemische soorten, wordt met uitsterven bedreigd.
Zoogdieren in het park zijn moeflon, damhert, edelhert, wild zwijn, Sardijnse wild zwijn, vos, marter, egel en haas. Een van de endemische diersoorten is de vlinder Corsicaanse koninginnenpage. Roofvogels in het gebied zijn de steenarend, havik, slechtvalk, buizerd, sperwer en Eleonora's valk (Falco eleonorae). De Sardijnse beeksalamander (Euproctus platycephalus), een endemische salamander, leeft in beken met schoon water.
Onduidelijk is of in zee bij Orosei de monniksrob (monachus monachus) nog voorkomt. Wel leeft er de grootste naaktslak van de Middellandse Zee, Tethys fimbria en zijn de wateren rijk aan baarsachtigen, murene en kreeftachtigen.

## Afbeeldingen

kaart van het nationaal park
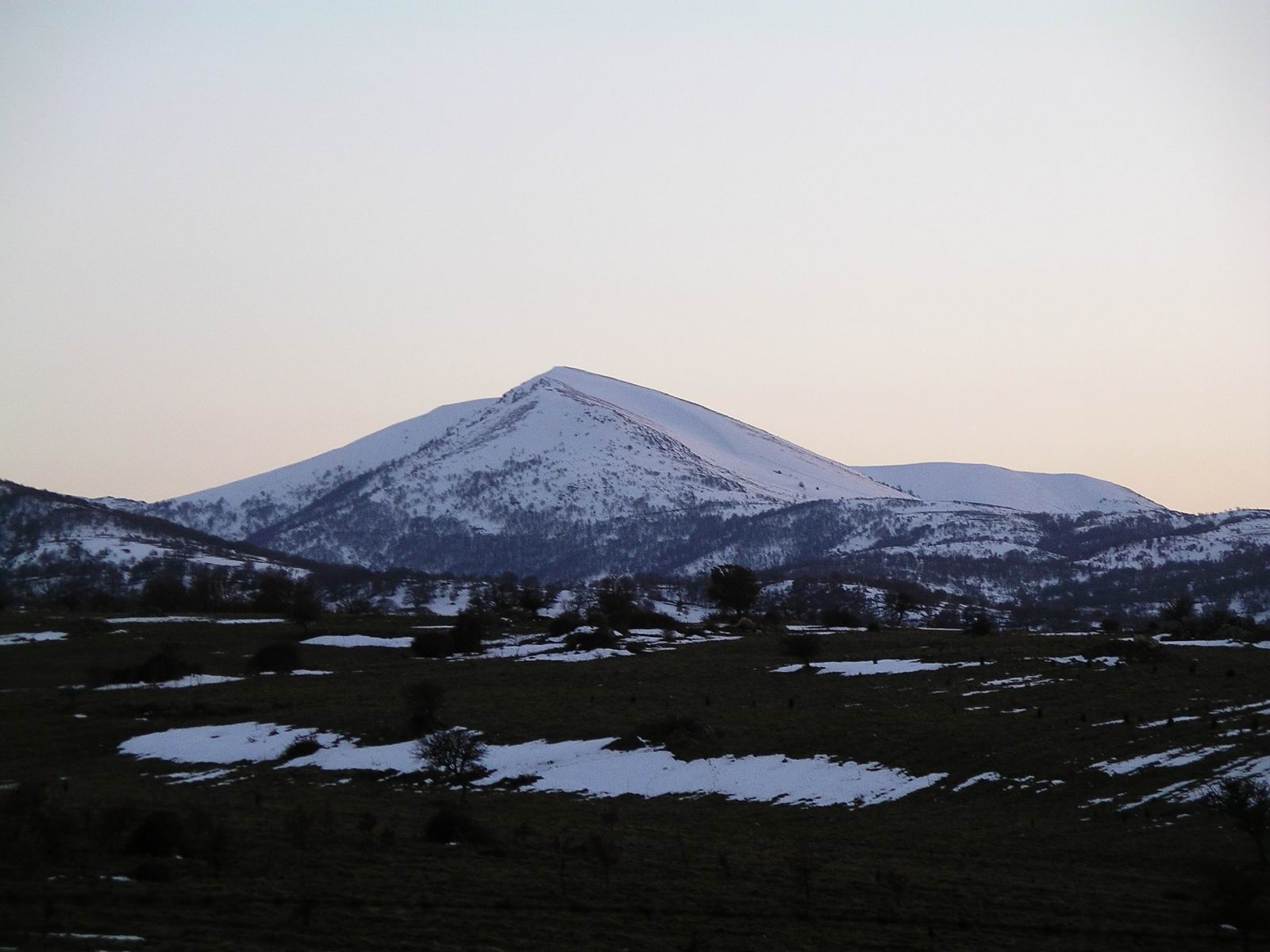
Monte Spada
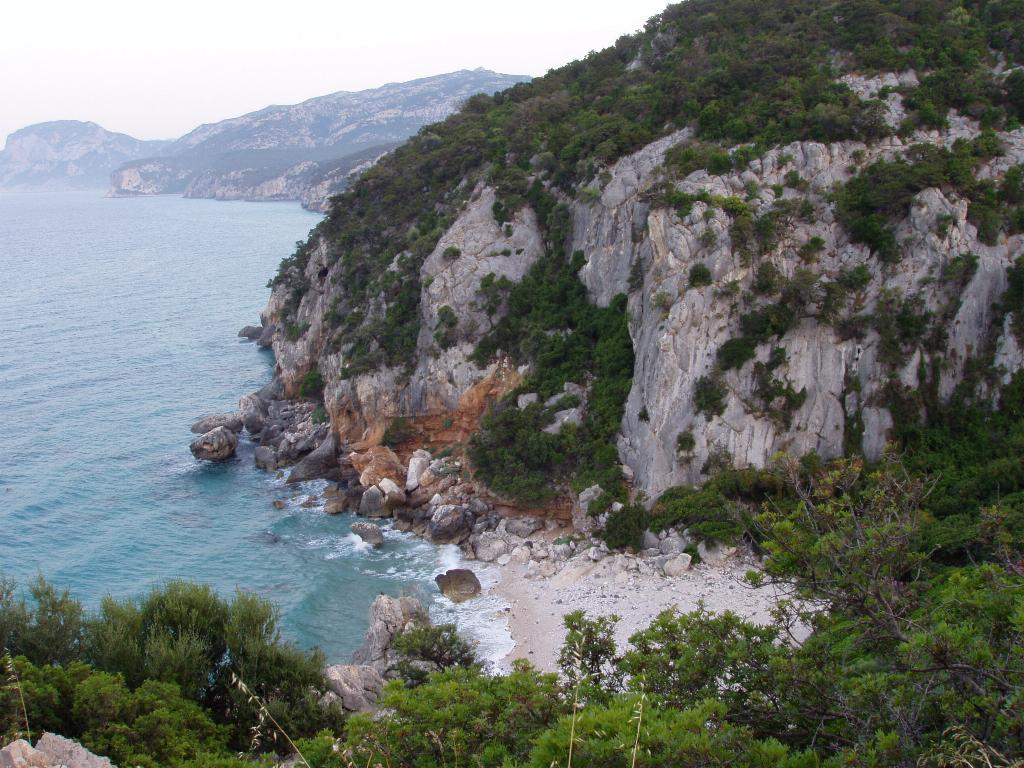
Cala Fuili
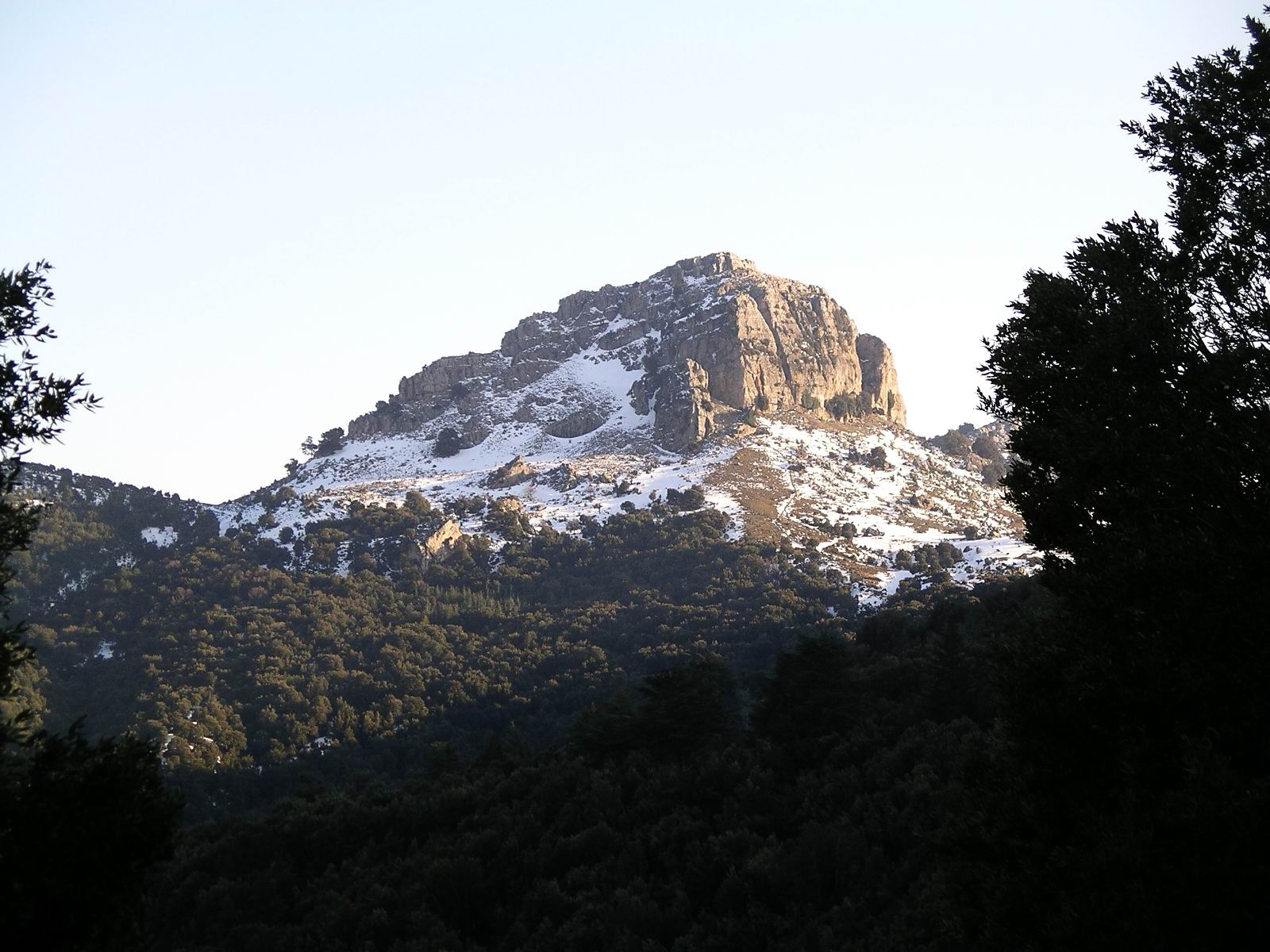
Monte Fumai
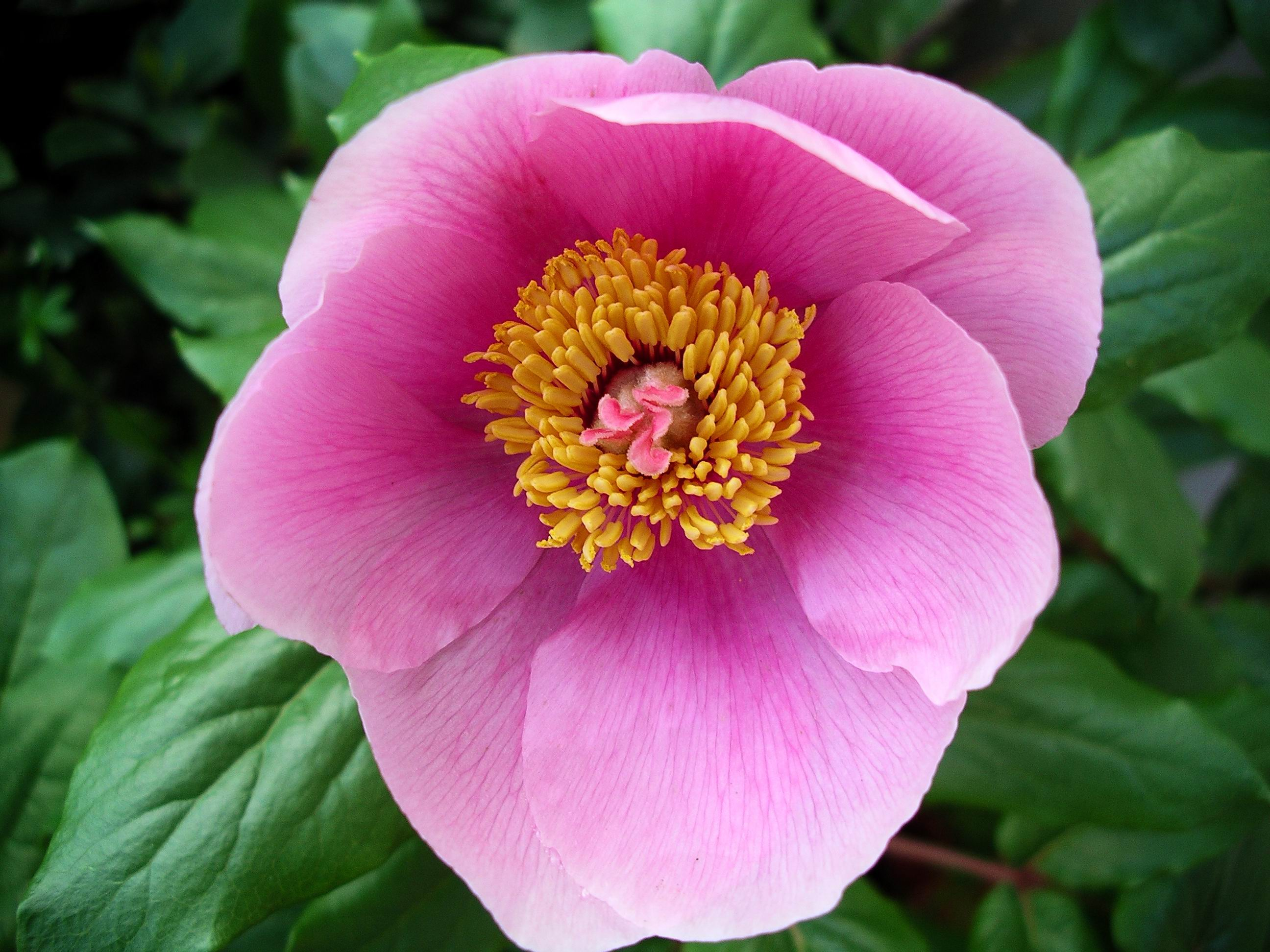
Paeonia uit de Gennargentu
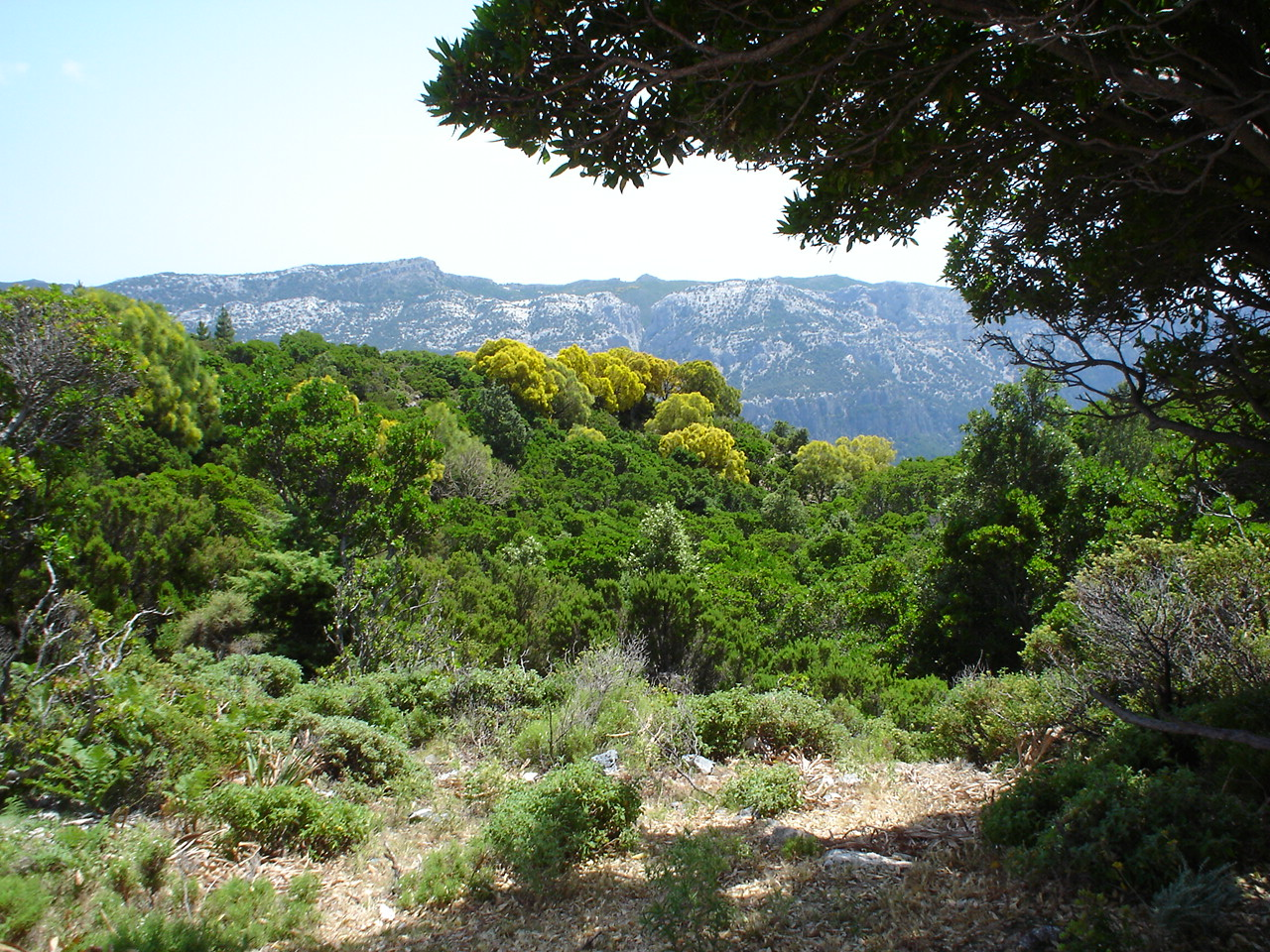
dicht bos, Gennargentu
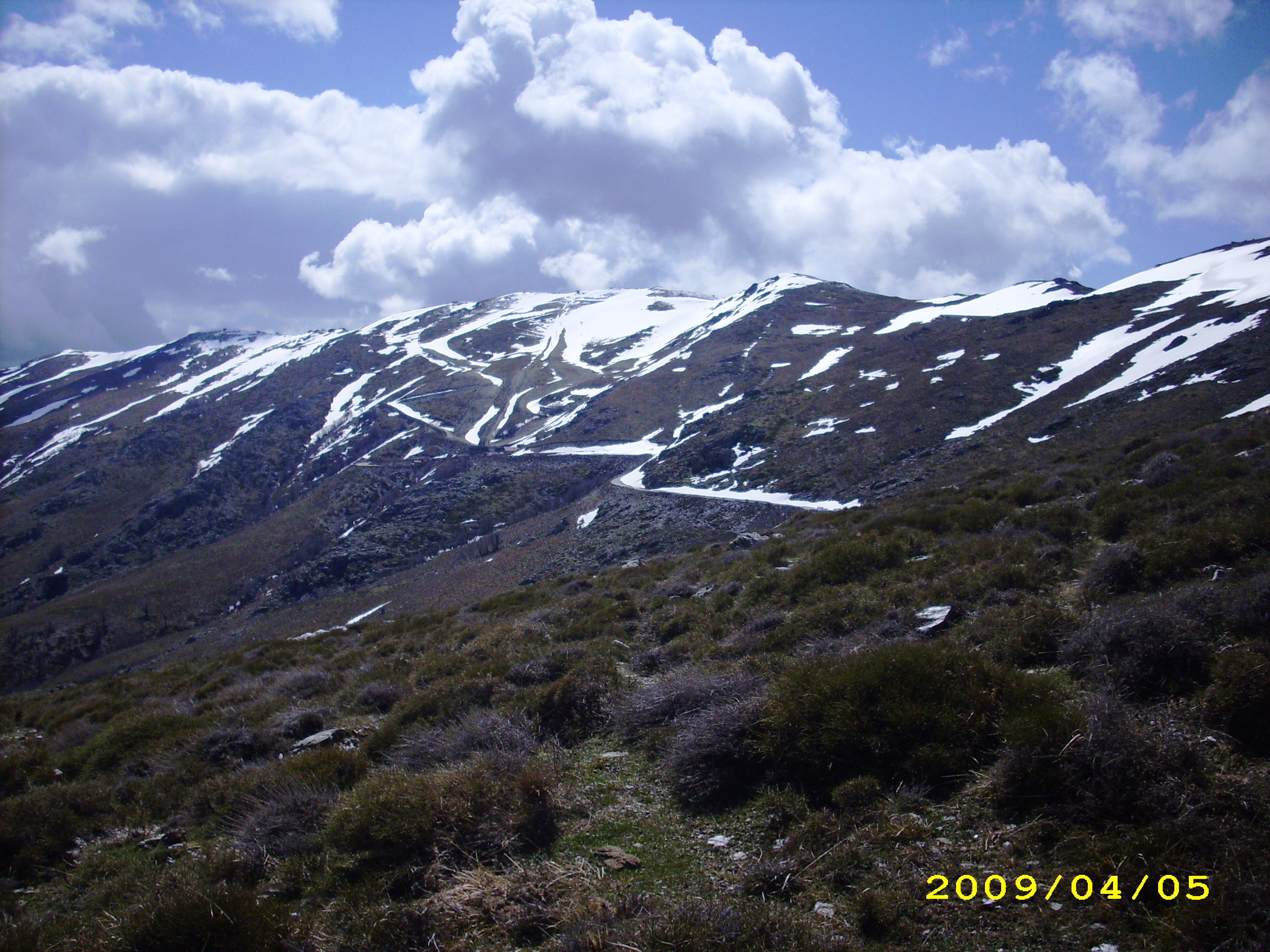
Bruncu Spina
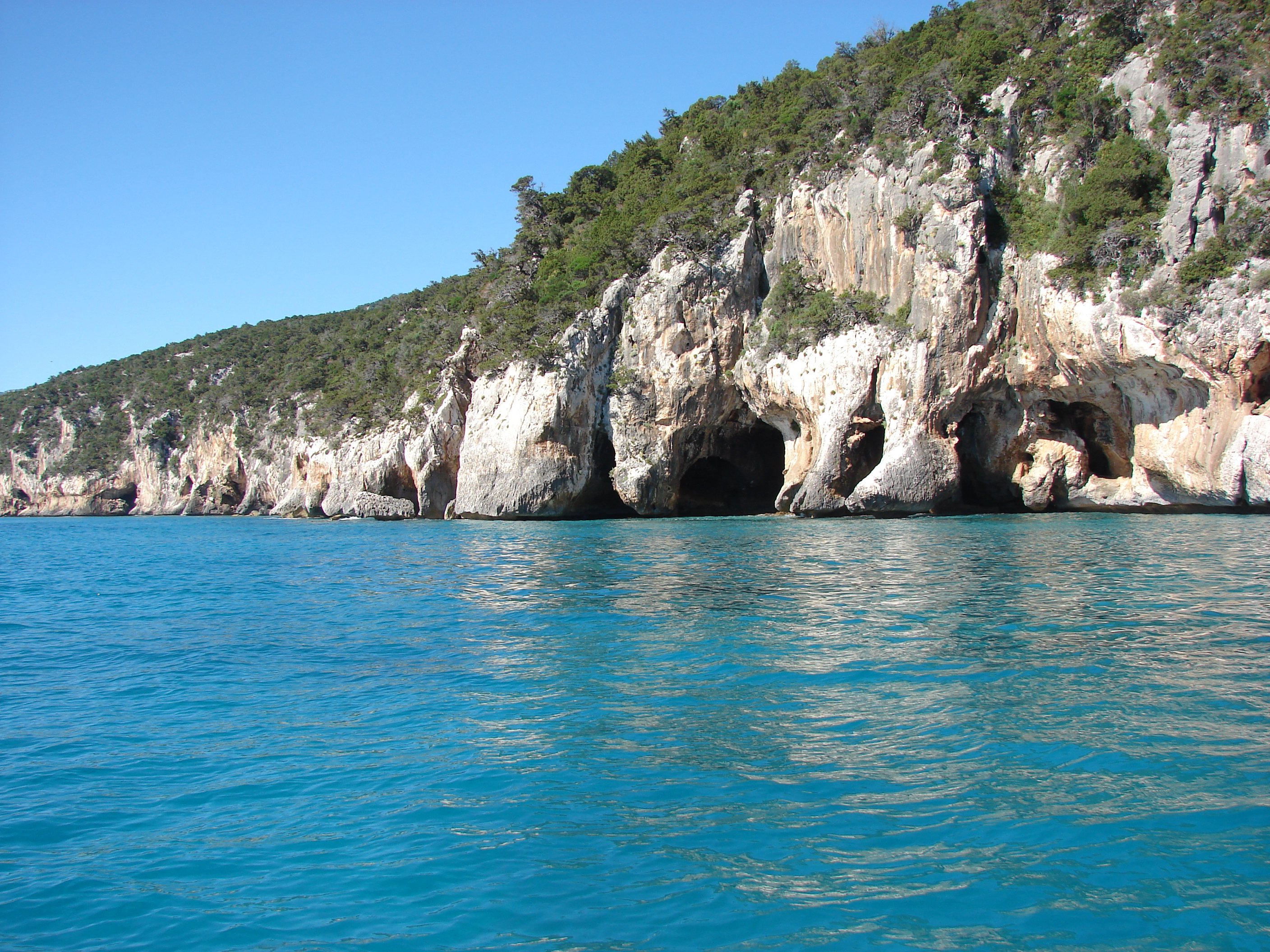
Grotta del Blue Marino
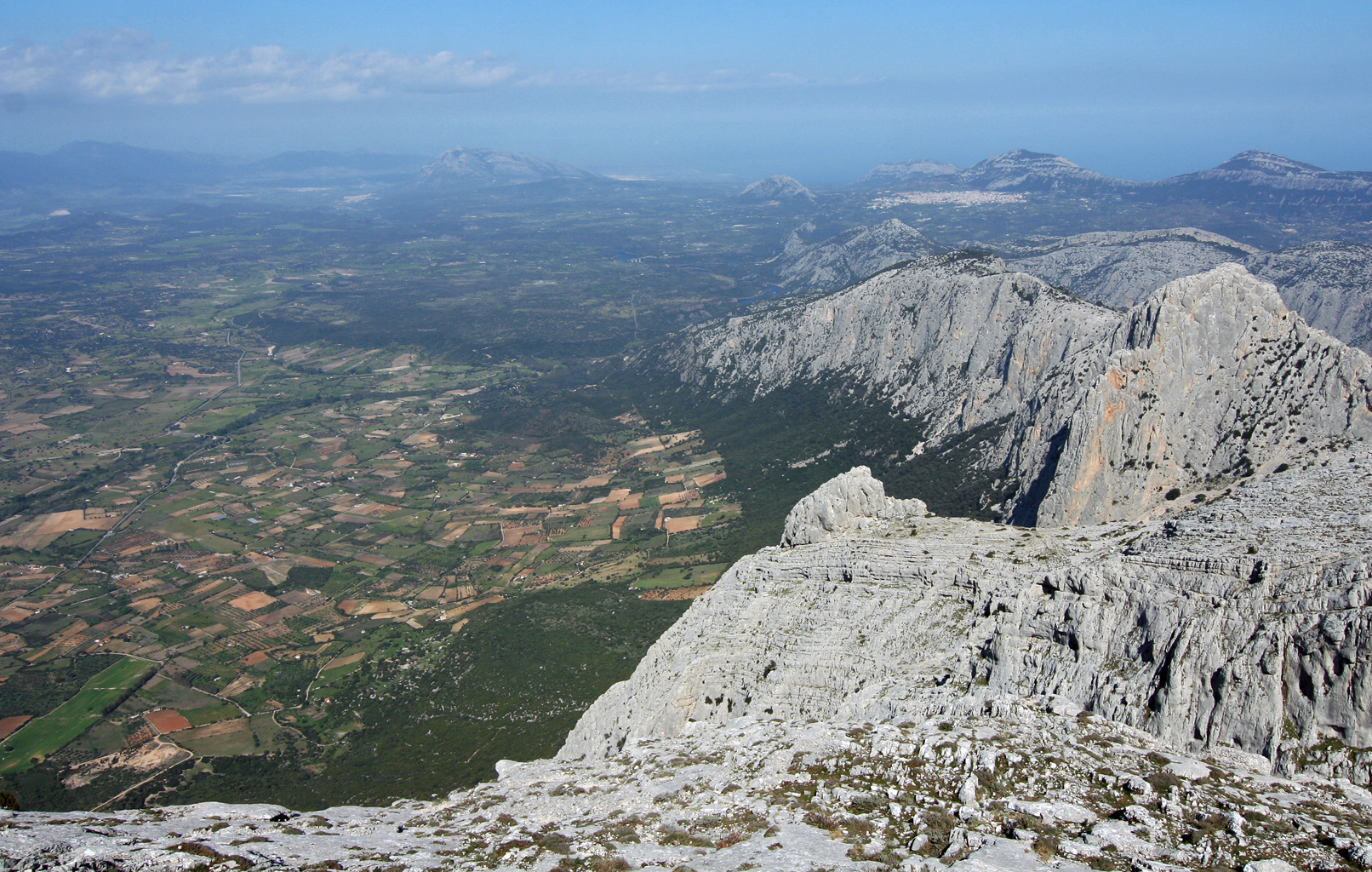
Punta Sos Nidos
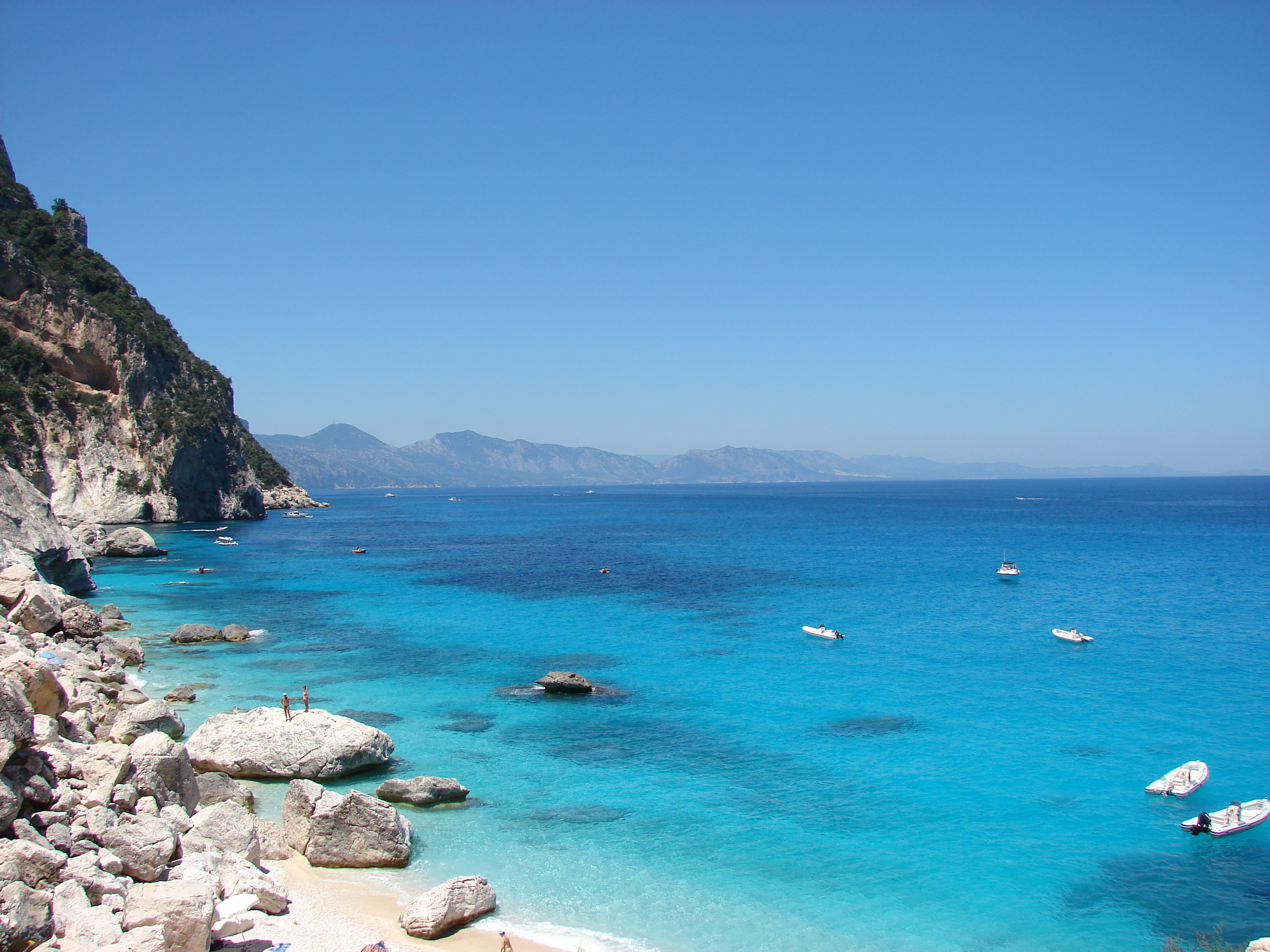
Cala Goloritzé
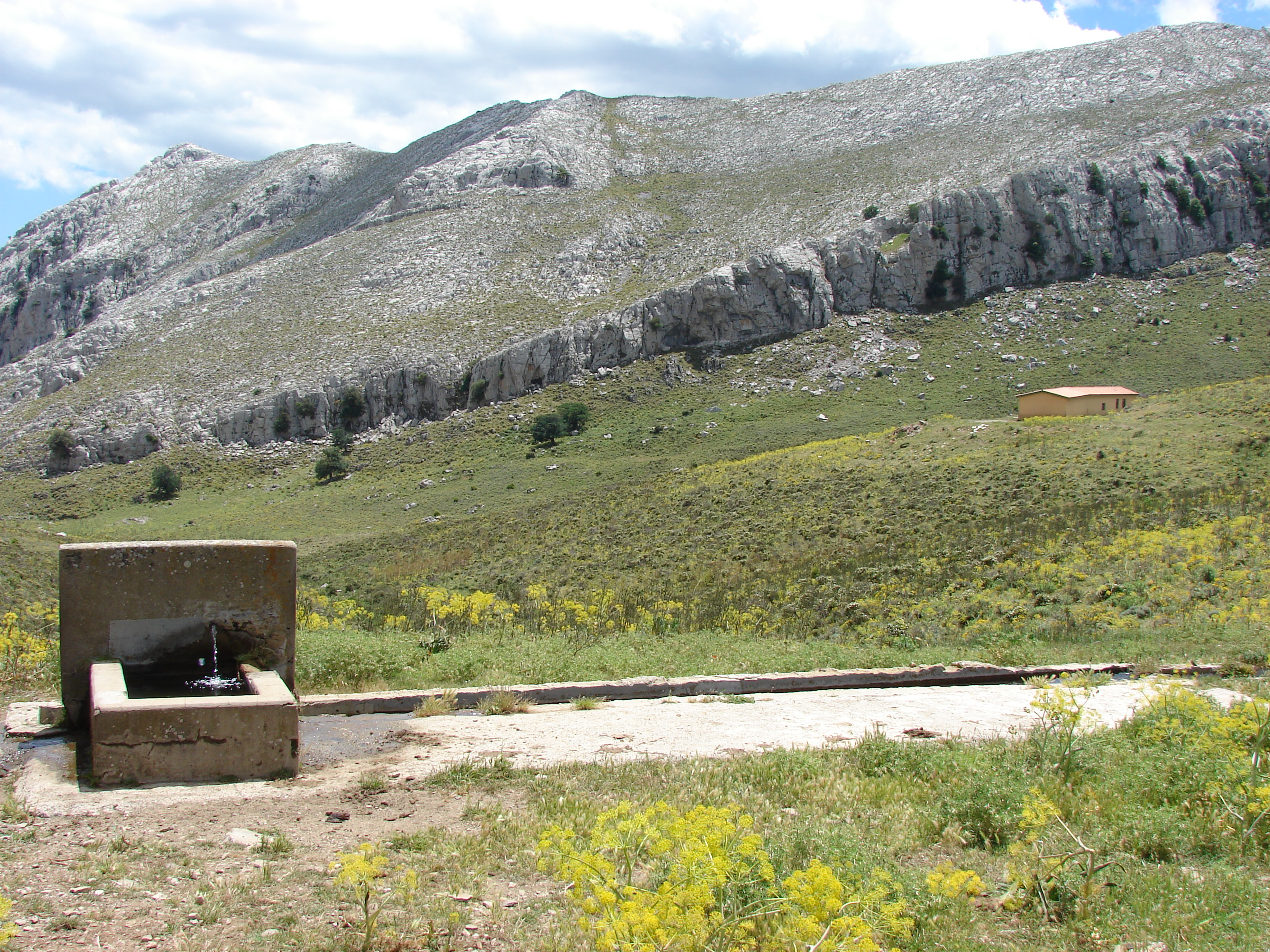
Supramonte
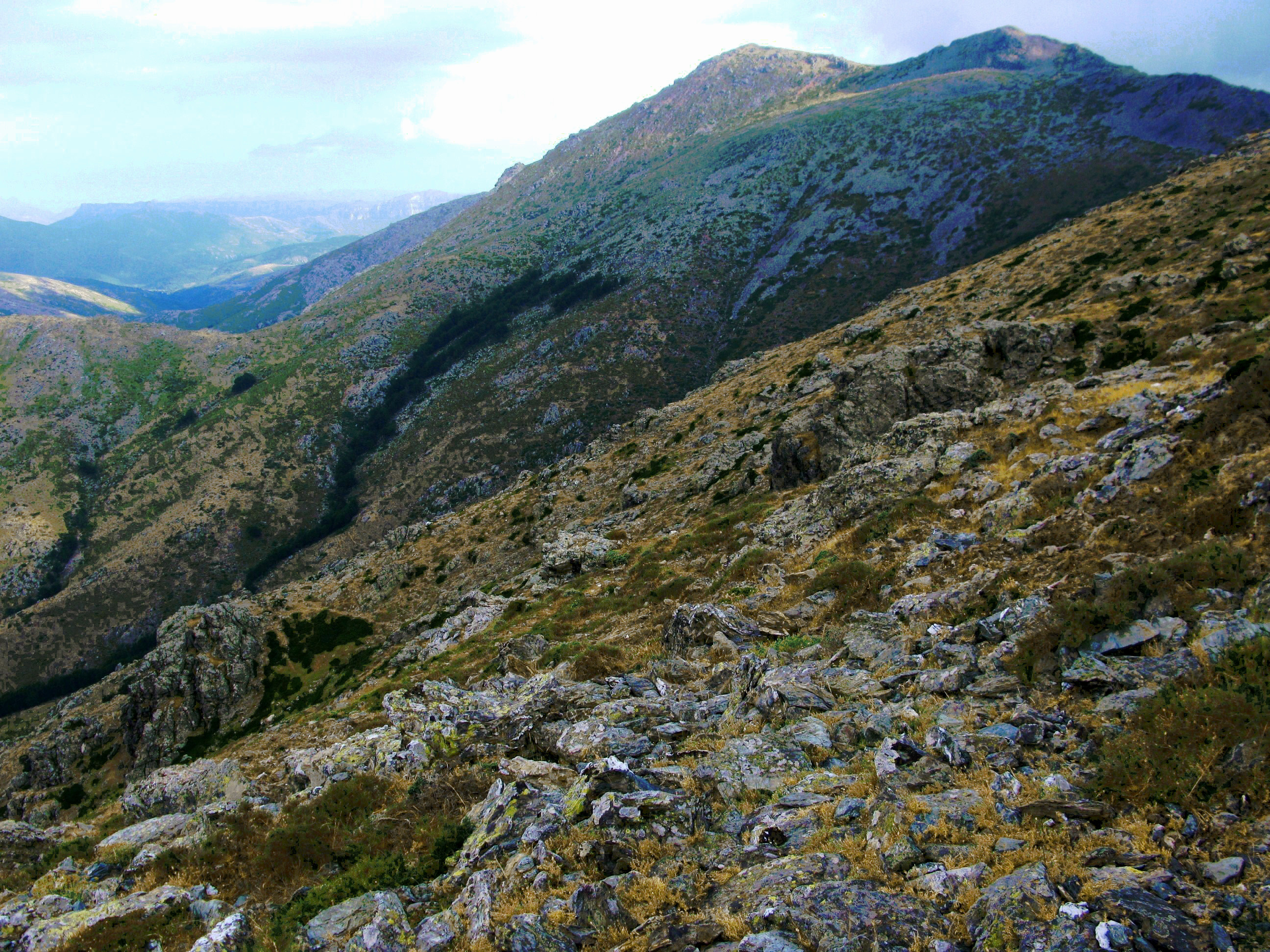
Genna Orisa en Bruncu Spina
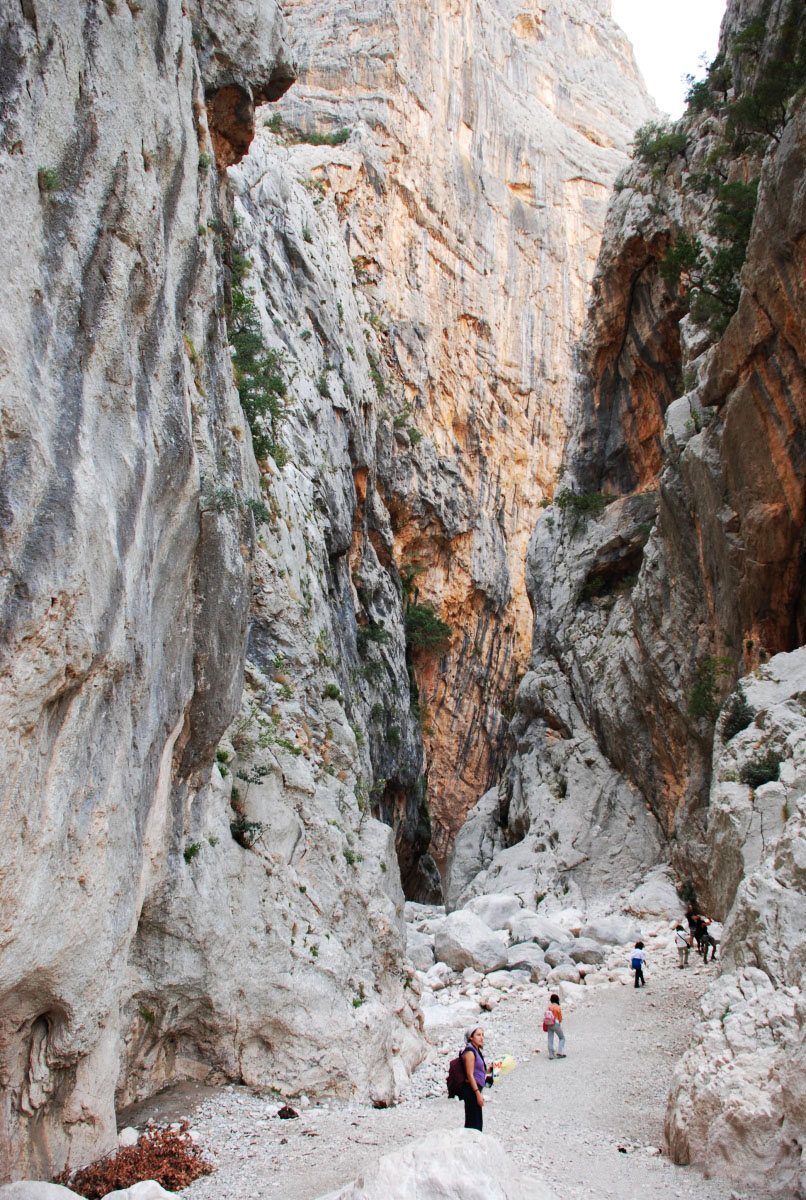
Gola di su Gorropu-kloof
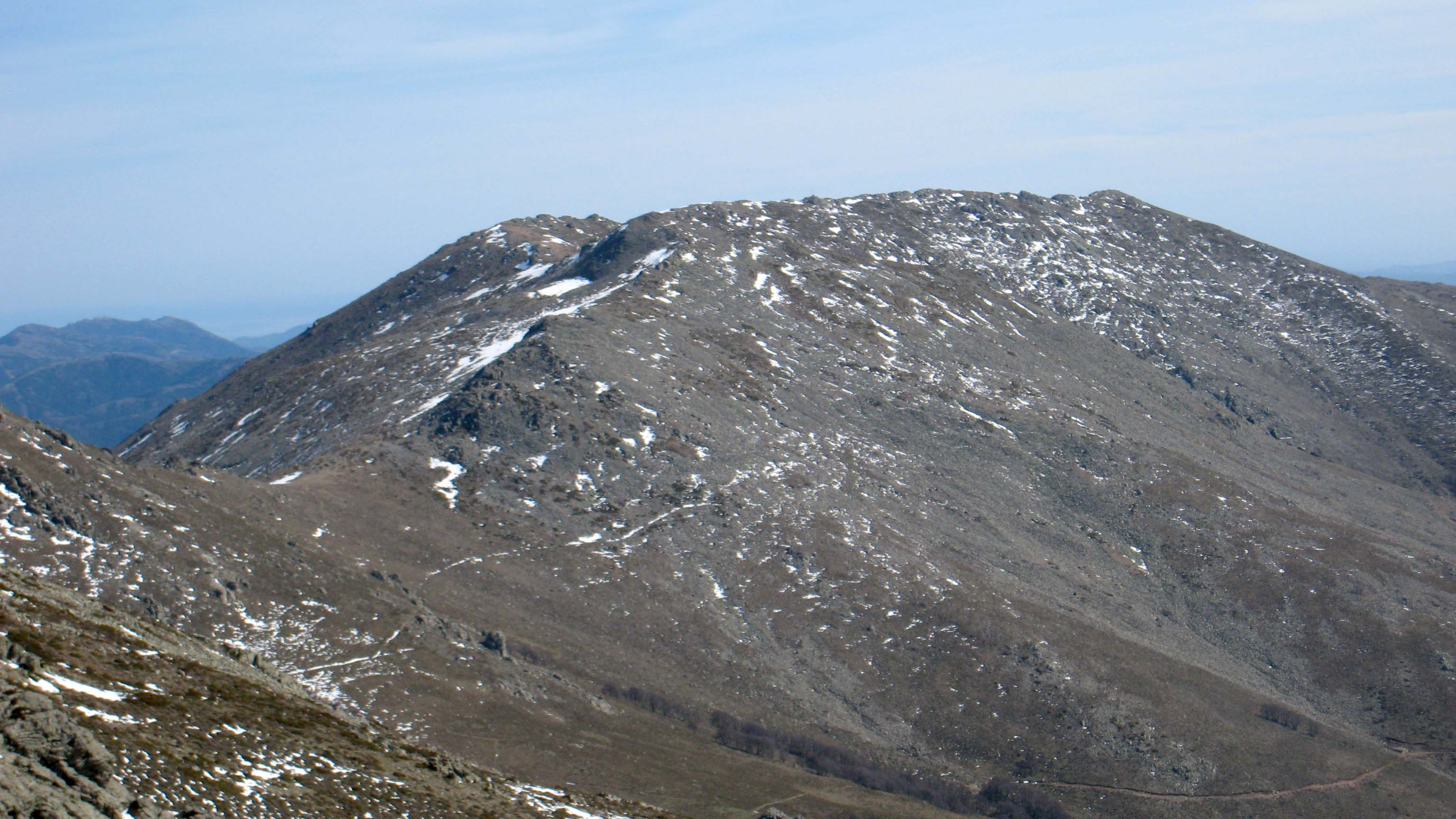
Punta La Marmora
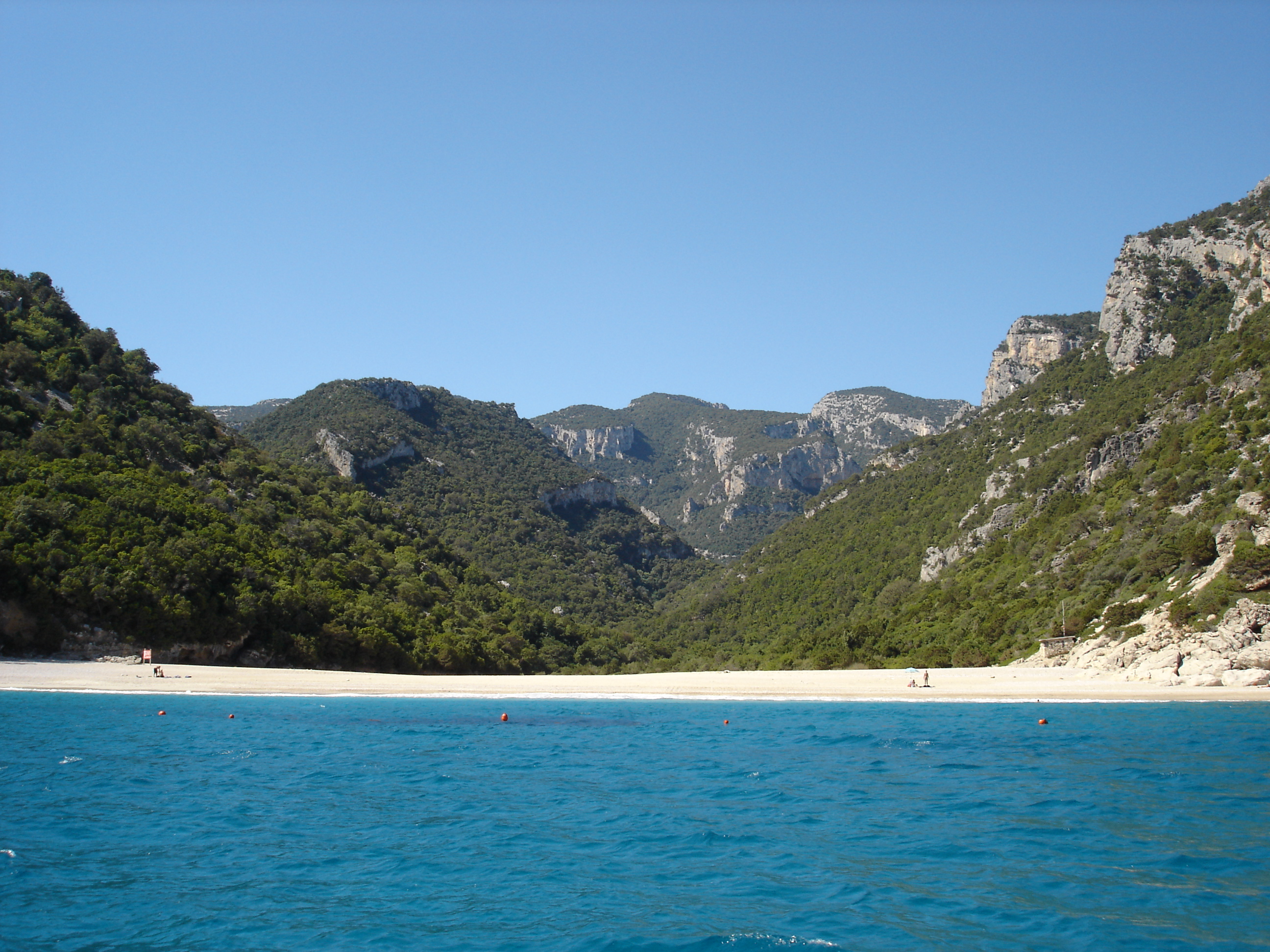
Cala Sisine